# Agoura (California)
Agoura es un área no incorporada ubicada en el condado de Los Ángeles en el estado estadounidense de California.

## Geografía
Agoura se encuentra ubicada en las coordenadas 34°8′35″N 118°44′16″O / 34.14306, -118.73778.